# Durchbruchschmerz
Der Durchbruchschmerz (englisch breakthrough pain) ist eine vor allem bei Tumorpatienten auftretende Schmerzspitze (vorübergehende Schmerzexazerbation), die trotz adäquater Kontrolle eines vorbestehenden Dauerschmerzes auftritt. Dieser Schmerz kann bis zu 30 Minuten andauern. Ein Durchbruchschmerz erreicht seinen Höhepunkt durchschnittlich drei bis fünf Minuten nach Schmerzbeginn.

## Ursachen
In der Regel geht mit einem Durchbruchschmerz eine Krankheit einher. Durchbruchschmerzen können somit viele indirekte Ursachen haben.
Ein Beispiel hierfür sind maligne Erkrankungen. Auch bei chronischen Schmerzen kann es einen Durchbruchschmerz geben. Durchbruchschmerzen müssen somit kein Hinweis auf eine Verschlechterung sein, können es aber.
Sie werden auch am Ende eines Dosierungsintervalls der Basisschmerztherapie beobachtet.

## Häufigkeit
Die Häufigkeit von Durchbruchschmerzen sind sehr variabel. Sehr oft lassen sich solche Schmerzen bei Krebspatienten erkennen. Viele Patienten berichten von zwei bis sechs Schmerzattacken pro Tag.

## Therapie
Die Behandlung erfolgt oft nach folgendem Schema:

### Basismedikation
Bei dieser Medikation wird oft mit einem retardierten Opioid oder NSAR gearbeitet. Dieses nimmt der Patient zu festen Zeiten, bevorzugt peroral, ein.  Die Basismedikation bietet jedoch keine ausreichende Analgesie gegen den Durchbruchschmerz.

### Bedarfsmedikation
Bei dieser Medikation wird in diesem Falle oft mit einem Opioid der WHO-Stufe III gearbeitet. Dieses muss nicht retardiert sein, denn es soll einen Durchbruchschmerz behandeln. Dieser dauert in der Regel nicht länger als 30 Minuten an.
Auch besteht die Möglichkeit, Durchbruchschmerzen mit einem nichtsteroidalen Antirheumatikum zu behandeln.
Da der Weg über die orale Aufnahme nicht immer der schnellste ist, wurden alternative Möglichkeiten entwickelt, einen Durchbruchschmerz möglichst schnell und effizient zu behandeln:

### Patientengesteuerte Analgesie
Bei der patientengesteuerten Analgesie (PCA) kann sich der Patient bei Bedarf ein Analgetikum selbst applizieren. Hier kommen jedoch nur bestimmte Applikationsformen in Frage.
Inzwischen gibt es verschiedenste Wege, Opioide wie beispielsweise Fentanyl zu applizieren, um einen Durchbruchschmerz zu bekämpfen. Abgewandelte Formen der klassischen PCA sind ein Nasenspray mit Fentanyl oder ein Gerät, das Fentanyl vernebelt und es inhalativ macht. Auf diese Weise lässt sich auch ein Durchbruchschmerz „von zu Hause aus“ bekämpfen.
Klinik und Hausarzt können dabei, etwa bei Krebspatienten, durch einen Palliativmediziner bzw. einen palliativmedizinischen Dienst (in Deutschland steht hierzu eine Spezialisierte ambulante Palliativversorgung zur Verfügung) unterstützt werden.

## Folgen
Wenn Durchbruchschmerzen nicht behandelt werden, kann es zu starken Einschränkungen der Lebensqualität kommen. Diese können sich in Form von Schlafstörungen oder gesteigertem Angstempfinden äußern.